# Tianjingyuan (sockenhuvudort i Kina, Jiangxi Sheng, lat 27,53, long 116,65)
Tianjingyuan är en sockenhuvudort i Kina. Den ligger i provinsen Jiangxi, i den sydöstra delen av landet, omkring 150 kilometer sydost om provinshuvudstaden Nanchang. Antalet invånare är 13 367. Befolkningen består av 6 475 kvinnor och 6 892 män. Barn under 15 år utgör 21,0 %, vuxna 15-64 år 70 %, och äldre över 65 år 7,0 %.
Runt Tianjingyuan är det ganska tätbefolkat, med 179 invånare per kvadratkilometer. Närmaste större samhälle är Zhuliang, 8,4 km sydväst om Tianjingyuan. Trakten runt Tianjingyuan består till största delen av jordbruksmark.
Genomsnittlig årsnederbörd är 2 454 millimeter. Den regnigaste månaden är juni, med i genomsnitt 431 mm nederbörd, och den torraste är oktober, med 19 mm nederbörd.